# Creeping Death
Creeping Death är en låt av Metallica. Låten är en av deras mest kända och spelas på merparten av deras konserter. Låten handlar om en text ur Bibeln, där Moses leder hebréerna ut ur Egypten, mot Kanaans land.
Låten är med på Metallicas album Ride The Lightning, som gavs ut år 1984 och var Metallicas andra album, efter Kill 'Em All.
Låten har dessutom framförts av metalcorebandet Bullet for My Valentine, som först gav ut sin version av låten på albumet Scream Aim Fire 2007.